# Menucourt
Menucourt – miejscowość i gmina we Francji, w regionie Île-de-France, w departamencie Dolina Oise.
Według danych na rok 1990 gminę zamieszkiwały 4592 osoby, a gęstość zaludnienia wynosiła 1248 osób/km² (wśród 1287 gmin regionu Île-de-France Menucourt plasuje się na 342. miejscu pod względem liczby ludności, natomiast pod względem powierzchni na miejscu 773.).